# 南街
南街（なんがい）は、東京都東大和市の町名。現行行政地名は南街一丁目から南街六丁目。郵便番号207-0014。

## 地理
東大和市の南西部に位置する。東から時計回りに、東大和市向原、東大和市桜が丘、東大和市立野、東大和市中央、東大和市仲原に隣接する。

## 交通

### 鉄道
| 隣接する街区の駅                 |
| -------------------------------- |
| 西武拝島線 - 東大和市駅（SS 32） |

### バス
- 西武バス立川営業所…周辺の路線を運行している。

### 道路
- 都道
  - 東京都道5号新宿青梅線 (青梅街道)

- 市道
  - 中央通り
  - 用水北通り
  - 桜街道
  - ハミングロード